# 297
El año 297 (CCXCVII) fue un año común comenzado en viernes del calendario juliano, en vigor en aquella fecha.
En el Imperio romano el año fue nombrado como el del consulado de Valerio y Valerio o, menos comúnmente, como el 1050 Ab urbe condita, siendo su denominación como 297 posterior, de la Edad Media, al establecerse el Anno Domini.

## Acontecimientos
- El césar Constancio Cloro recupera Britania para el Imperio romano.[1]
- Maximiano interviene contra los francos que habían invadido la Hispania romana.[2]
- Posible creación de la diocesis Hispaniae.[3]

## Fallecimientos
- Chen Shou, autor de San Guo Zhi